# Every Inch a Man
Every Inch a Man è un cortometraggio muto del 1912 diretto da William Humphrey:

## Produzione
Il film fu prodotto dalla Vitagraph Company of America.

## Distribuzione
Distribuito dalla General Film Company, il film - un cortometraggio in una bobina - uscì nelle sale cinematografiche statunitensi il 14 ottobre 1912. Nel Regno Unito, venne distribuito il 16 gennaio 1913.